# Pachylepyrium
Pachylepyrium is een geslacht van schimmels behorend tot de familie Hymenogastraceae.

## Soorten
Volgens Index Fungorum bevat het geslacht twee soorten (peildatum november 2023):
| Soortnaam                 | Auteur(s)         | Publicatiejaar |
| ------------------------- | ----------------- | -------------- |
| Pachylepyrium carbonicola | (A.H. Sm.) Singer | 1958           |
| Pachylepyrium fulvidula   | (Singer) Singer   | 1958           |